# Svarttenjira
De Svarttenjira is een bergbeek, die stroomt in de Zweedse  gemeente Kiruna. Ze verzorgt de afwatering van een bergmeer, dat op meer dan 1200 meter hoogte ligt. Ze stroomt noordwaarts en is ongeveer  4 kilometer lang. Haar water wordt verder afgevoerd door de Gámaeatnu.
Ten zuiden van het meertje begint het rivierdal van de Alesrivier. Het maakt niet welke kan het water opstroomt; beide rivieren leveren hun water uiteindelijk in bij de Torne.